# Grupo de Liberación Armada
El Grupo Armado de Liberación (GLA,Groupe armé de libération por su nombre en francés) fue una organización armada guadalupeña que luchó por la independencia del Caribe y más concretamente de la isla de Guadalupe . Una docena de sus miembros fueron arrestados y luego amnistiados.
La organización lanzó el 8 de noviembre de 1981, Radio Unité, que transmitió ilegalmente desde Pointe-à-Pitre principalmente en criollo, con el objetivo de ser una "radio de combate". Está alojado principalmente por Luc Reinette, El grupo es principalmente conocido por haber realizado una seguidilla de ataques ocurrida en Guadalupe, entre los años 1980 a 1981.

## Lista de ataques

###### 1980
- 6 de marzo de 1980: Atentado contra la estatua de Raymond Vivies deja como saldo 1 herido.[4][5]
- 13 de abril: incendio en los estudios France 3 en Pointe-à-pitre.[5]
- 15 de julio: Yves Jouandon es herido de bala.[5]
- 4 de agosto: ataque a la comisaría de Sainte-Anne.[5]
  - Además la GLA emite un ultimátum, los no guadalupeños deben abandonar Guadalupe antes del 31 de diciembre.[5]
- 16 de septiembre: atentado contra un yate de un empresario y estrella de la gendarmería.[6]
- 17 de septiembre: Un suboficial murió en las primeras horas de día, esto después de intentar desactivar un explosivo, esto en el Aeropuerto Internacional de Pointe-à-Pitre.[7]
- 17 de noviembre: Se registran múltiples ataques (Hôtel Méridien de Saint-François, Banque de Pointe-à-Pitre, gendarmerías de Basse-Terre, Bouillante, Anse-Bertrand y la prefectura de Basse-Terre).[8][9][10]
- 5 de diciembre: atentado contra el Consejo General de Guadalupe y el juzgado de Basse-Terre.
- 24 de diciembre: ataque a la estación FR3, algunos heridos.[11][12]
- 28 de diciembre: Se registra otro ataque con explosivos al aeropuerto de Pointe-à-Pitre le Raizet, dejando como saldo 1 herido.[11][13]
- 30 de diciembre: atentado contra Alain Guggenheim, secretario general del Consejo Regional de los empresarios de Guadalupe, 1 herido de bala.[11]

##### 1981
- 1-5 de enero de 1981: incendio en el juzgado de Fort-de-France el cual dejó únicamente daños materiales,[14] y dos días después ataque a la sede de Chanel en París, dejando un 1 herido.[15]
- 24 de enero: atentado contra el tren Roissy-París, 1 muerto.[16]
- 30 de enero: atentado contra el juzgado de París.[17][18]
- 1 de febrero: intento de atentado contra un hotel, atribuido al GLA.
- 18 de febrero: apartamento en Jarry, 1 herido.
- 27 de febrero: un periodista de France 3 es secuestrado.[3]
- 14 de julio: atentado contra las oficinas de Air France en Pointe-à-Pitre.[3]